# 双海ゆい
双海 ゆい（ふたみ ゆい、4月25日生）は、日本のAV女優。マインズ所属。

## 略歴・人物
2017年にデビューした貧乳のロリ系AV女優。
趣味・特技はバスケットボール、ゲーム、アニメ。

## 出演作品

### アダルトDVD
2017年
- 有名私立高校卒業 野球部マネージャー 戸叶真菜 AVデビュー 毎日オナニーするむっつりスケベな超敏感ド貧乳美少女の悶絶アニメ声セクロス!（7月28日、FIRST STAR）※「戸叶真菜」名義
- コスプレサークルのメンバー10人が集団エロ催眠にかかった（10月13日、ZUKKON/BAKKON）
- 舐め廻しJK痴漢 耳・首・顔・脇・乳首をしゃぶられ嫌なのにマ○コを濡らすウブ娘6名を発掘!（10月19日、ナチュラルハイ）
- 素人男女観察! モニタリングAV 義理の兄妹の絆を徹底検証!! 義理の兄妹はエッチなミッションをしても、最後まで兄妹でいられるのか?ミッションクリアで賞金！ミッションはハグ、ポ○キーゲーム、ほっぺにチュー、裸を見せ合うなど、過激さが増すとミッションクリアでゲットできる賞金が増える!賞金目当てに過激ミッションをチョイスし興奮してしまった義兄妹は、兄妹の一線を超えてエッチまでしてしまうのか!?（10月19日、お夜食カンパニー）
- ロリロリヒロイン スクセラストライカー 〜女怪人、復讐のレズ地獄〜（11月10日、GIGA）
- 至高のお風呂屋さん（11月13日、ZUKKON/BAKKON）
- 私立 腿コキ(ももこき)学園 2（12月13日、アロマ企画）
- パンチラ連発!お尻モミモミ! 素人限定! エッチな足ツボマッサージの激痛我慢で目指せ!賞金100万円! オトナの健康診断ゲーム（12月19日、ATOM）

2018年
- 恋するパンチラ 〜無邪気なキミのパンチラに恋してる〜（1月13日、アロマ企画）
- すずめ 2号（1月19日、OFFICE K'S）※「あい」名義
- 素人ナンパ ラップ1枚隔てて友達以上恋人未満の男女に素股してもらったらこんなにヤラしい事になりました!（1月25日、アイエナジー）
- 酔っ払った仲の良い女友達を自分の家に連れて帰ったら、昔彼女に使ってたバイブ・電マ・ローターが見つかってしまい興奮気味に色々聞いて来た! 寝静まった女友達にバイブを入れて電マを固定してみたらマン汁ビチャビチャでイキ始めたので、挿入ついでにおこぼれ中出し。（1月25日、ぐりーんあっぷる）
- 葛飾区本屋店主のわいせつ投稿映像（1月26日、I.B.WORKS）
- 杭打ち ディルド騎乗位ピストンオナニー（2月15日、プリモ）
- フェラ?手コキ?素股? どんな手を使ってもとにかく勃起をキープ! 素人限定! 勃起チンチン重量上げゲーム（2月19日、ATOM）
- 鬼畜歯科医師による美少女女子校生クロロホルム昏睡レイプ（2月19日、カルマ）
- 非現実的妄想劇場 アナタの願望叶えます! 「時間よ止まれ!」 もしも…時間を止められる超能力を使えたら? 今回も制服美少女や女教師!美人OL、白衣の天使の看護師さんたちにい〜っぱい中出ししちゃったぞ!SP（3月13日、カルマ）
- いつでも射精できる! 抜きやすい挑発パンチラ コレクション 5（3月25日、アロマ企画）
- フェラチオされたって許す…もん…か〜!? ボクの会社にいる女性社員は残業なんて一切しない!面倒な仕事は人任せ!超わがままだけど、超可愛くて甘え上手だからついついみんな許しちゃう!そんな彼女がとんでもないミスをおかして上司がブチ切れ!!!この時ばかりはみんな知らんぷり!すると困り果てた彼女はボクの机の下に隠れて「お願いだから…これで助けて…♥」とフェラしてきたんです!「絶対に助けるもんか!」と思っていたボクだけど、極上テクのフェラチオに負けてしまい…。結局、ボクが滅茶苦茶怒られて…ようやく上司の怒りも収まっていなくなると、フェラしているうちに彼女も興奮しちゃったみたいで、エッチのおねだりをしてきたので怒られた鬱憤を晴らすべく思いっきりハメまくってやりました!（4月7日、ゴールデンタイム）
- 東京都女子校内撮影 じゃれ合いおふざけエロ動画 男子の目線を気にせず無邪気にエロふざける制服美少女 Part.6（4月13日、カルマ）
- 初体験! 超恥ずかしい! 素人女子15人 ディルドオナ（4月15日、ピーターズ）

### イメージDVD
- ぴよぴよ成長日記 ボクのいもうと1年生 vol.4（2017年9月28日、21世紀FAX）※「美咲あいみ」名義